# 古賀美智子 (ラジオパーソナリティ)
古賀 美智子（こが みちこ、1976年7月5日 - ）は、1990年代半ばに放送されたTBSラジオ『シンデレラドリーム ミッドナイト☆パーティー』のパーソナリティである。静岡県出身。なお2000年にデビューした愛知県出身の同姓同名のグラビアアイドルの古賀美智子とは別人。

## 略歴
高校2年生だった1993年9月、TBSラジオ主催の第1回シンデレラドリームオーディションに合格した。10月からスタートした同局の深夜番組『シンデレラドリーム ミッドナイト☆パーティー』（以下ミッドナイト☆パーティーと略す）でデビューした。番組開始当初はレギュラーメンバーには加わらなかったが、11月13日に当時のTBSホール（現在は取り壊され再開発中）で行われた第1回の番組主催イベントで同じ番組のパーソナリティ仲間だった坂井美唯子や平松まゆき、松宮麻衣子とともに歌うシンデレラに選ばれた。そして翌年1994年1月に月曜深夜1部担当（24:00～26:00・火曜午前0:00～2:00）のメインパーソナリティで初めてレギュラーとなる。7月には黒住祐子らのユニット"マヒマヒ"が歌うシングル『桃郷シンデレラ』のカップリング『パジャマでデイト』で歌手デビューを果たした。9月末に大学受験のために半年間休業、パーソナリティを降板した。休業期間中もVシネマ『ミッドナイトストリート 湾岸ドリフト族』に出演。そして1995年3月、休業後の復帰を期待されたが、ミッドナイト☆パーティーシンデレラを完全に卒業し、引退した。

## 主な活躍

### 出演番組
- シンデレラドリーム ミッドナイト☆パーティー（TBSラジオ・1993年10月～1995年3月）
  - 1993年10月～12月　ラジオ出演はなく、定期イベントのみ出演 
    - 1993年11月13日の第1回定期イベントで『歌うシンデレラ』に選ばれる

  - 1994年1月～9月　月曜深夜1部（24:00～26:00・火曜午前0:00～2:00）メイン担当
  - 1994年10月3日深夜（4日未明）放送で完成したばかりのTBS新放送センター（通称・ビッグハット）での初放送で後任担当の蛭田有希子とともに出演
  - 1994年10月～1995年3月　大学受験のため休業。定期イベントや他曜日担当にゲスト出演
  - 1995年3月　シンデレラ卒業

### ディスコグラフィー
- パジャマでデイト（キングレコード・1994年7月21日）
  - 作詞・作曲－パジャマ･オールスターズ／編曲－岩本正樹
  - 黒住祐子・四元都華咲・蛭田有希子の3人でユニット"マヒマヒ"が歌う『桃郷シンデレラ』のカップリング

### 出演ビデオ
- ミッドナイトストリート 湾岸ドリフト族（Vシネマ・1995年）